# Maragato

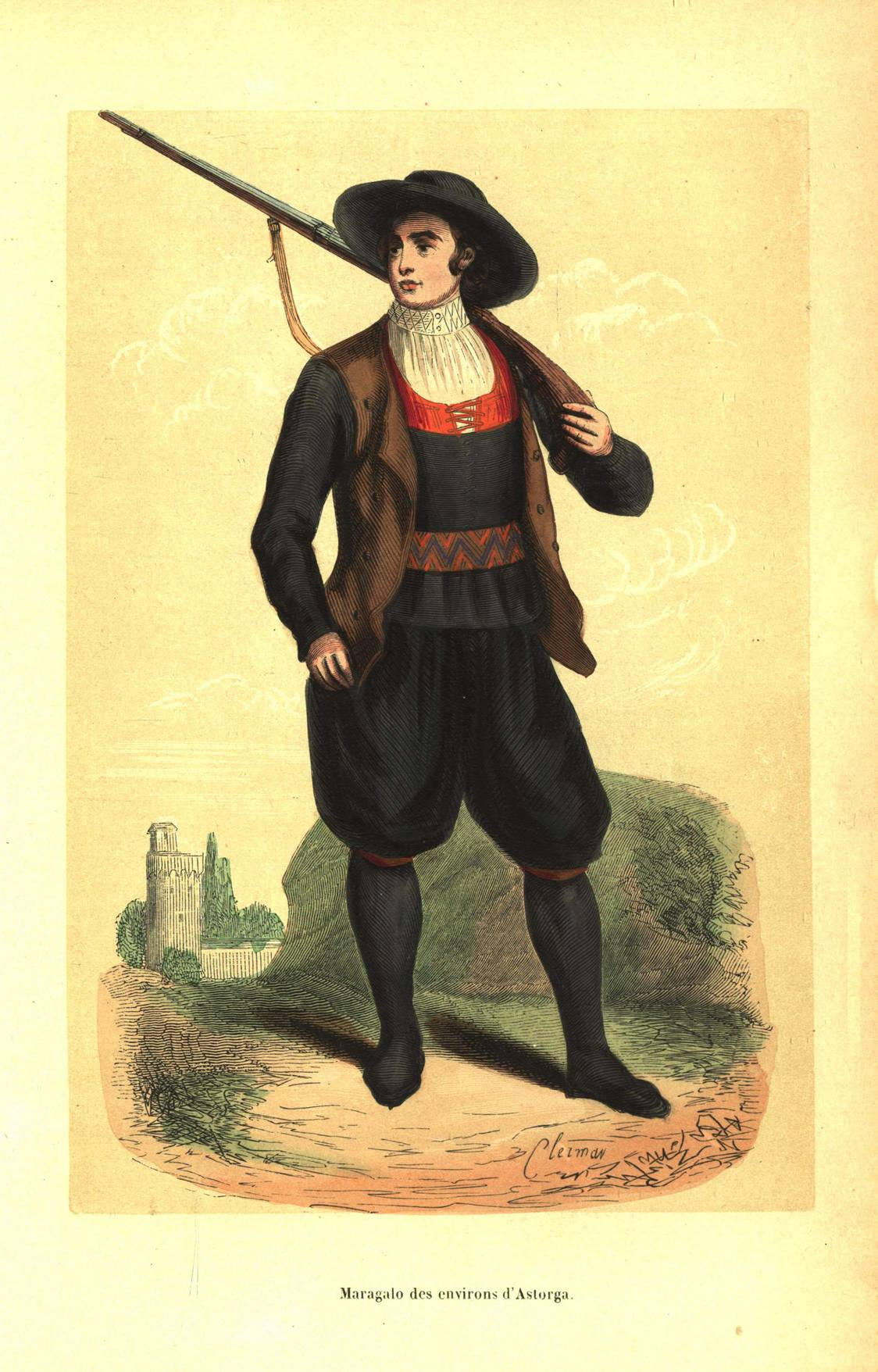
Ilustración de un maragato de mediados del

El término 'maragato' hace referencia a los pobladores de la comarca de la Maragatería en la provincia de León, España, si bien históricamente se refiere también a los mercaderes y arrieros provenientes de dicha zona.

## Denominación

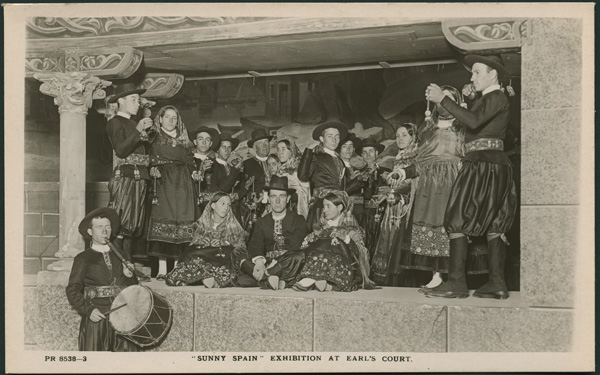
Exposición londinense de Earl´s Court en 1914 con personajes maragatos

Existen varias teorías sobre el origen del término «maragato».

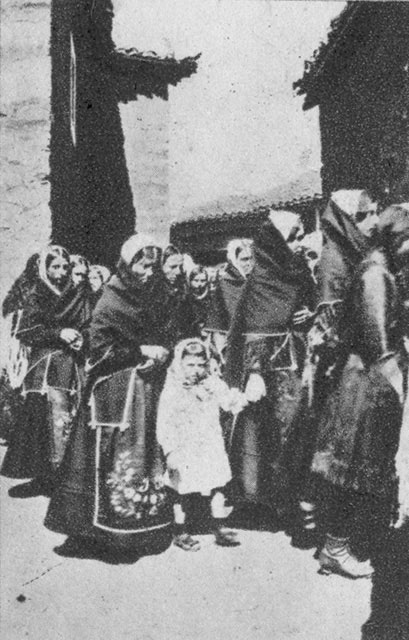
Grupo de maragatas en León

- Una de ellas señala que proviene del latín mericator 'mercader'.[1] A mediados del siglo XIX se descubrió en La Coruña la lápida de un maragato datada en el siglo XIV, con símbolos –la bolsa y el látigo- que hacen pensar en la arriería, y una inscripción que reza: Hic jacet Joahnnes Andres mer(i)cator....[2]
- Laureano Rubio, catedrático de la Universidad de León, sostiene que el nombre de «maragato» procede de los tiempos de la arriería, cuando los somozanos llegaron a hacerse célebres como comerciantes de pescado. El hecho de transportar productos pesqueros salados desde Galicia (el mar) a Madrid (los Gatos) se vería reflejado en el nombre, que significaría del mar a los gatos, y que quedaría reducido a «maragato».[3]
- Por otro lado, Pedro de Alba atribuye el origen del término a la palabra maurisco ('guerrero valiente') la cual, según el autor, no debe confundirse con morisco.[4]
- Otras teorías ligan el origen etimológico de la palabra a los supuestos orígenes étnicos de los maragatos.[5][6]

## Historia

### Teorías sobre el origen
Se han propuesto diversas teorías sobre el origen étnico del pueblo maragato.
- El fraile benedictino Martín Sarmiento expresa en su Discurso crítico sobre el origen de los maragatos que, para él, «maragato» es un nombre derivado de la denominación «maurello», citando varios documentos históricos. Afirma que en el Concilio de Lugo de 569 se le adjudican al Obispado de Astorga los maurellos superiorum e inferiorum, que para él corroboran la existencia y evangelización del pueblo maragato ya desde los tiempos de los suevos, o incluso «antes de que naciera Mahoma». La denominación «maurello» acabaría transformándose en el vocablo «maragato».[nota 1] El fraile alude también a que, según Ptolomeo, Astorga constituía la cabeza de los pueblos amacos, y que Petabonios, según el Itinerario de Antonino la actual Ponferrada, sería la cabeza de los pueblos superatios. La denominación «superatio» es latina y significa «lo mismo que alto, excelso y superior», afirmando Sarmiento que de este nombre provendría el de maurellos superiorum [nota 2] y atribuyendo un origen prerromano y astur al pueblo maragato.[nota 3][5]
- En el mismo manuscrito mencionado, Sarmiento también recoge y a la vez califica como falsas otras teorías ya extendidas en la época. Una de ellas atribuye a los maragatos procedencia árabe, aludiendo a la «voz común» de la época que afirmaba que los maragatos recibieron el nombre de los vocablos mauri capti (moros cautivos). Concretamente, la creencia difundida afirmaba que «[...] los Maragatos son unos descendientes de una porción de moros, que los christianos cautivaron en una victoria, y que el rey los transplantó a las montañas de la Maragatería, para que la habitasen, poblasen y cultivasen.»[7] O bien de mauro gotho, al entender que provenían de aquellos moros y godos que convivían en España, y que al aliarse, relacionarse y casarse, dieron origen a hijos que no eran ni moros ni godos, sino 'maurogothos' (maragatos). Estas teorías son las primeras documentadas, recogidas en el siglo XVIII.[5]
- Según el arabista Reinhart Dozy, las raíces maragatas radican en el pueblo bereber. Dozy afirma que en tiempos de Fernando I un grupo berberisco quedó en la zona de Astorga cuando los demás de su raza volvieron a África, y que, aceptando la religión católica, tuvo siempre gran independencia, conservando sus usos y costumbres. Los miembros de este grupo se denominaban malagontos, lo cual daría lugar al término maragatos. Oliveira Martins, en su Historia de la Civilización Ibérica, habla en idénticos términos que Dozy apuntando que, en odio a estos, los cristianos del Norte llamaban Malacontia a la región habitada por dicho grupo árabe, llamándose sus pobladores malacontos.[6]
- Eduardo Saavedra cree en el origen celta del pueblo maragato, afirmando la similitud entre las tradiciones celtas y maragatas tales como el rito nupcial.[8] Joaquín de Ciria y Vincent expresa esta teoría en la conferencia que dio en la Real Sociedad Geográfica tras su viaje a la Maragatería en 1908, añadiendo además que el término maragato podría tener su origen en los vocablos celtas marc-hekaat o mar-kaat, que significan "cabalgar".[6]

## Economía
Es difícil saber cómo era la economía maragata antes del inicio de la actividad arriera, pero es muy probable que se sustentara únicamente en la agricultura y ganadería. De lo que sí se tiene certeza es que en las familias maragatas en las que los hombres no eran arrieros, tanto las mujeres como los hombres se dedicaban a cultivar, sin demasiado éxito, la árida tierra maragata y, en menor medida, a la ganadería. La producción textil también llegó a ser importante, especialmente en pueblos como el Val de San Lorenzo, donde las maragatas tejían mantas que acabaron siendo notablemente conocidas en la época, especialmente debido a que eran empleadas por los arrieros. La industria textil sigue siendo considerable en el pueblo mencionado.[cita requerida]
Si bien la arriería constituía casi todo el sustento económico de la comarca, esta riqueza estaba distribuida solamente entre unas pocas familias, y la mayoría de los habitantes de la Maragatería eran muy pobres.[cita requerida]

### Arriería maragata

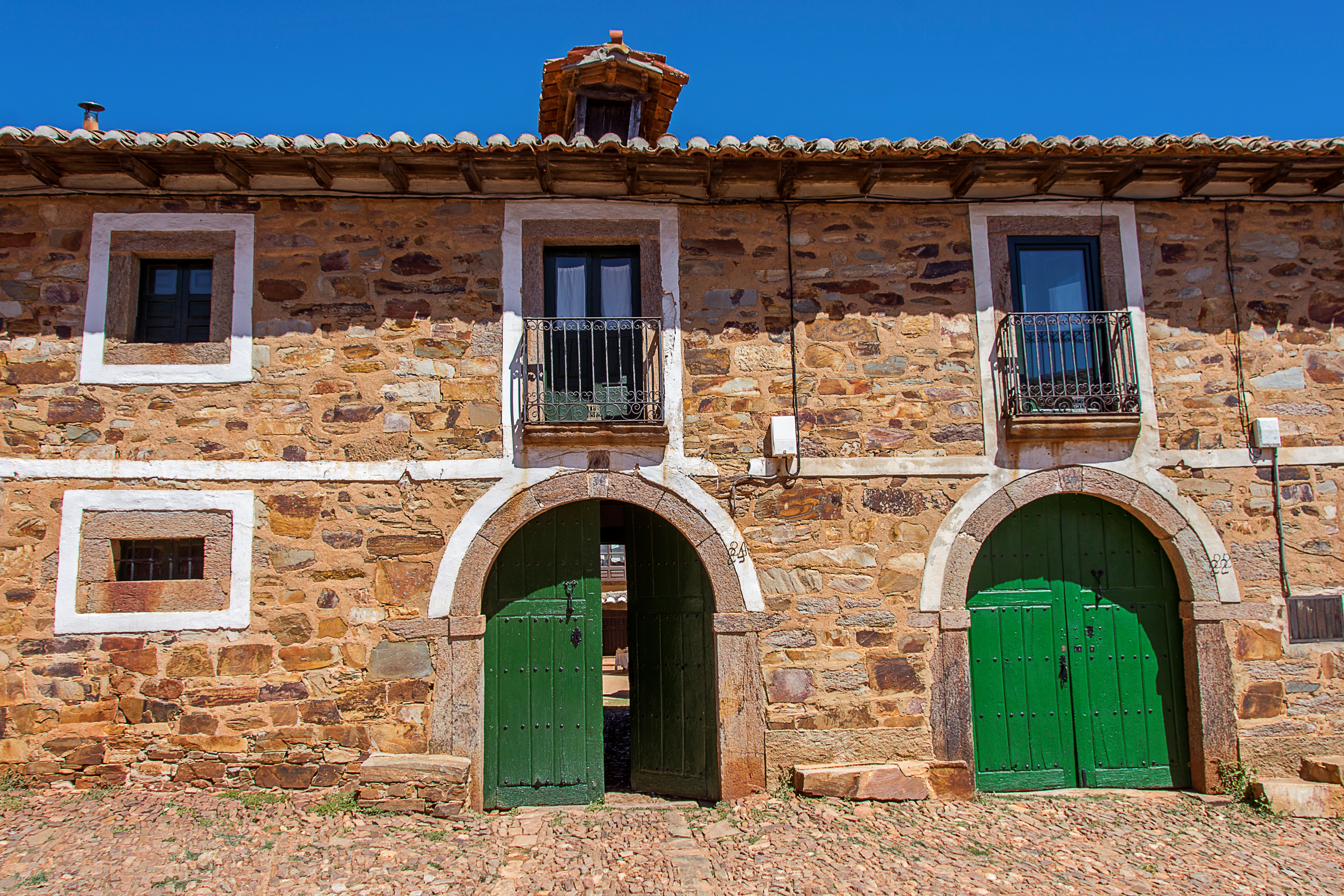
Casa arriera maragata en Castrillo de los Polvazares

Es importante anotar que no todos los maragatos se acabaron dedicando a la arriería, solamente unas pocas familias de cada pueblo vivían de ella. Se estima que la arriería solo ocupaba al 20% de la población de la comarca. En algunos pueblos de la Maragatería, tales como Santiago Millas o Castrillo de los Polvazares, la tradición arriera sí que fue mucho más notable y quedó reflejada en la cantidad de casas arrieras maragatas que perduran en ellos. 
Las primeras actividades arrieras maragatas documentadas se encuentran en el registro de actividades notariales de Puentedeume, donde se recoge que mercaderes y arrieros de los pueblos maragatos de Quintanilla de Somoza, Valdespino de Somoza y Castrillo de los Polvazares se comprometieron en 1633, 1636 y 1657 respectivamente a transportar en recuas escabeche de ostras a Medina de Rioseco y La Bañeza, aunque en documentos anteriores se puede intuir la presencia de actividad arriera en la comarca. El rey Enrique II otorgó la exención del pago del portazgo, es decir, el impuesto por mercancía al entrar en una población, a la ciudad de Astorga el 20 de febrero de 1367, dándoles privilegios a los arrieros maragatos tanto en la propia Astorga como en otras ciudades y pueblos del reino. Este derecho fue aprovechado por Pedro y Alfonso Botas, dos maragatos a los que se les exigió el pago del impuesto al entrar en la ciudad de Lugo en 1430. Tras la reclamación que le hicieron al juez portazguero de la ciudad, se reconoció en un documento la situación privilegiada de los maragatos en Lugo.
Los arrieros maragatos gozaban de una gran reputación, y según testimonios como el del viajero inglés George Borrow o el del religioso agustino Enrique Flórez, eran taciturnos, serios y de temperamento flemático. La honradez que les caracterizaba sumado al gran compromiso que tenían con la seguridad de la carga transportada causaron que el precio que cobraban por el transporte fuera, en muchos casos, «el doble, cuando menos, de lo que los otros del oficio», La Corona de España llegó incluso a confiarles el traslado de oro de Indias desde los puertos de llegada hasta la corte y el transporte de la recaudación de impuestos mercancías que los arrieros aseguraban con su propio patrimonio.[cita requerida] Estos hechos se corroboran por la inexistencia de documentos que recojan casos de atracos a arrieros maragatos, cuando generalmente el resto del gremio fue siempre diezmado por bandoleros durante el transporte de las mercancías, lo cual siempre ha causado que existan sospechas de que los maragatos tuvieran pactos con los mismos en los que, a cambio de una suma de dinero, no se les atracara.[cita requerida] Además, sí que se han podido recoger testigos orales sobre arrieros maragatos que se arruinaron, como es el caso de un arriero de Castrillo de los Polvazares que, supuestamente, fue atracado en un puerto gallego cuando se disponía a transportar oro de la corona y perdió toda su fortuna al tener que responder con su patrimonio a la pérdida de la carga.[cita requerida]
La gran presencia de arrieros maragatos en toda la Meseta Norte del país causó que se convirtieran en figuras populares y muy estereotipizadas, especialmente en la ciudad de Madrid, como fue recogido por Enrique Gil y Carrasco en sus Tipos Populares de España.
La arriería llegó a su fin a finales del siglo XIX y principios del siglo XX con la llegada del ferrocarril y otros medios de transporte de mercancías. Muchos maragatos se asentaron en Galicia y en Madrid, donde montaron lucrativos negocios de pesca y pescadería. En Madrid siguen teniendo casi todo el control del gremio. Desde entonces, el término maragato se ha desligado de la actividad arriera y se emplea para designar a los habitantes de la comarca de la Maragatería.

## Mitos en torno a los maragatos
Aunque los maragatos fueron un colectivo que mantenía cierto grado de aislamiento, más por intereses económicos y mercantiles, lo cierto es que se les ha negado reconocimiento de ser una etnia como tal, pues 'maragato' se confundió únicamente con todos aquellos que practicaban la arriería o venta ambulante, práctica comercial muy extendida en la provincia de León y el resto de Europa. Se han creado una serie de mitos que en muy pocos casos corresponden con la realidad: su vestimenta no tiene nada de árabe, sino que responde a una moda del siglo XVIII que se extendió por muchos puntos de la península ibérica y Europa. Como ejemplo valgan las similitudes entre los trajes bretones de la Bretaña Francesa y los maragatos. Otro mito extendido son las supuestas filiaciones con antiguas poblaciones moras, pero en verdad nadie ha podido atestiguarlo ni genética ni históricamente más que por divagaciones sobre el origen del nombre.

## Maragatos en América
Los maragatos fueron pobladores pioneros de los establecimientos coloniales de la Patagonia atlántica durante el siglo XVIII, y junto con gallegos y gente de otros orígenes estuvieron en la fundación  de Carmen de Patagones.
Desde esta última población otros grupos de maragatos se dirigieron a la Banda Oriental, fundando allí la ciudad de San José de Mayo (Departamento de San José), en el actual territorio de Uruguay. Por este motivo los pobladores de San José de Mayo y su entorno, así como los de Carmen de Patagones, suelen recibir el gentilicio de maragatos. Desde San José de Mayo, muchos maragatos europeos, ya transformados en gauchos, colonizaron otras zonas del territorio de la Banda Oriental incluyendo territorios del actual Río Grande del Sur. Esto explica que a la revolución federalista riograndense de 1893 se le llamara en Brasil «Revolución de los Maragatos».